# يخيئيل شيمي
يخيئيل شيمي ( (بالعبرية: יחיאל שמי‏)-(1922 - 2003) كان نحاتاً إسرائيلياً. وتُعرض منحوتاته البيئية في أماكن مفتوحة في جميع أنحاء البلاد. 
حصل على جائزة إسرائيل للنحت في عام 1966.

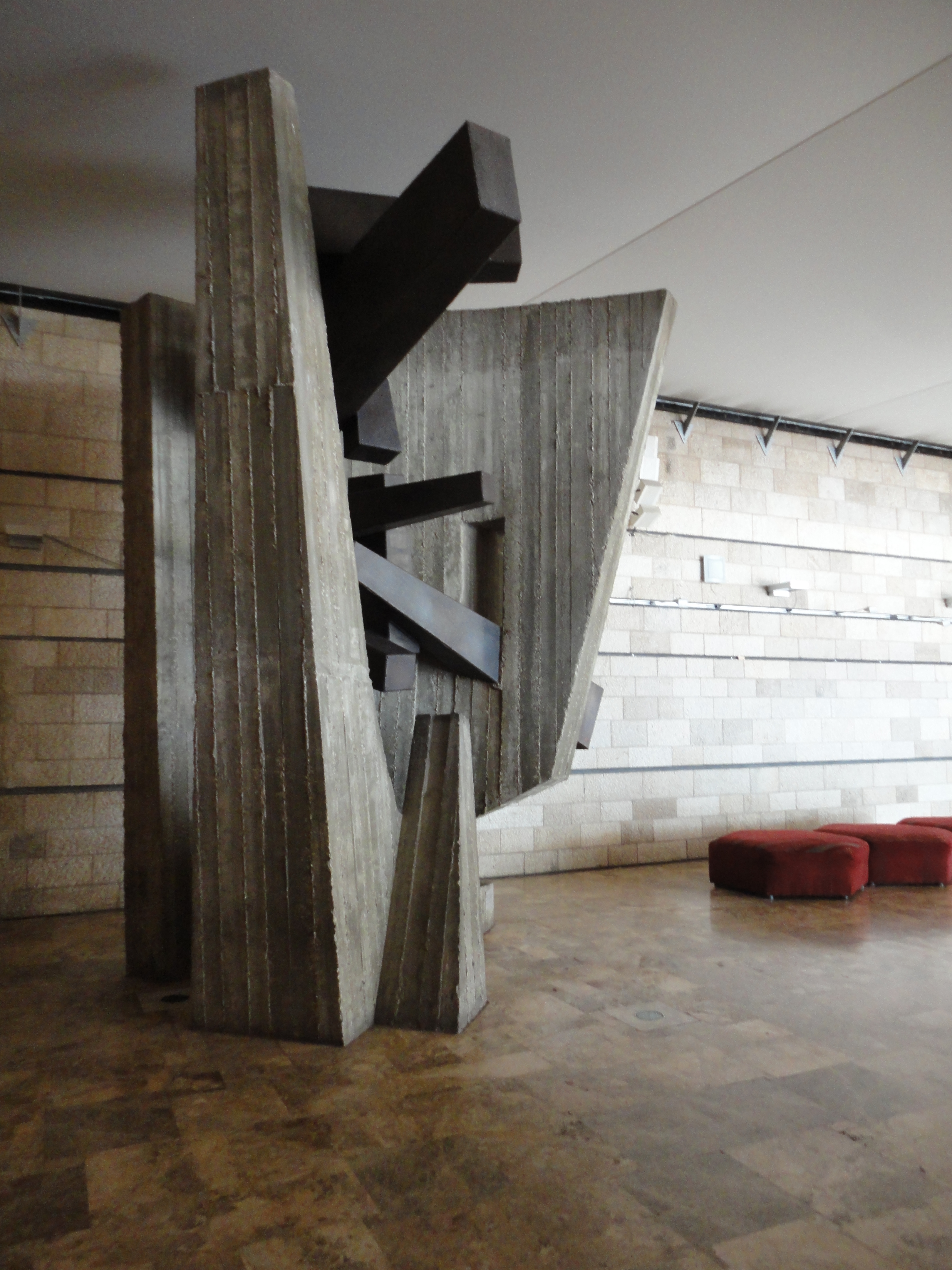
يخيئيل شيمي، مسرح القدس

## حياته
يخيئيل ستيزبيرغ (شيمي لاحقًا). ووالداه هما موشيه وإستر ستيزبرغ. وعندما كان عمره شهرين هاجرت العائلة إلى فلسطين تحت الانتداب البريطاني واستقرت في حيفا. وفي سن الرابعة عشرة انضم إلى حركة شباب "ماهاني أفودا" وبدأ دراسة الفن مع بول هينيش. وفي عام 1938 كان أحد مؤسسي كيبوتس بيت هعرفاه الواقع شمال البحر الميت. وإلى جانب عمله الزراعي، أنتج ستيزبيرغ رسومات ولوحات للمناظر الطبيعية، لكنه انتقل بعد ذلك إلى النحت.
وفي عام 1942 انضم إلى استوديو صديقه يتسحاق دانتسيغر حيث رسم لمدة ثلاثة أشهر. وفي عام 1945 غير اسمه الأخير إلى شيمي وانضم إلى حركة هاحالوتس كمبعوث، وأُرسل في مهام إلى إيطاليا وفرنسا ومصر. وأثناء قيامه بمهمة في نيويورك، درس مع حاييم غروس، الذي عرّفه على الفن الحديث وتاريخ الفن.
وخلال حرب الاستقلال، هُجر كيبوتس بيت هعربا وفقدت جميع الأعمال الفنية التي تركها في الكيبوتس. وبعد عودته إلى إسرائيل عام 1949، انضم إلى كيبوتس كابري في الجليل. وفي الأعوام 1950-1952، شغل شيمي منصب سكرتير الكيبوتس. وأصبح عضوًا في مجموعة نيو هورايزنز في عام 1952 متأثرًا بأفيغدور ستيماتسكي وجوزيف زاريتسكي. وفي عام 1966 انتقل شيمي إلى كيبوتس جادوت لمدة نصف عام.

## مهنته الفنية
وفي الأعوام 1959-1961، درس شيمي الفن في باريس. وفي 1977-1979 قام بتدريس النحت وإلقاء محاضرات حول النحت البيئي في كلية المعلمين في أورانيم. كما قام بالتدريس في التخنيون في حيفا وفي مستعمرة الفنانين عين هود. وكان شيمي عضوًا في مجموعة نيو هورايزنز. 
وفي منتصف الخمسينيات من القرن الماضي، تغيرت أعمال شيمي الفنية بشكل جذري، وكان أحد التغييرات التي أجراها هو تغيير المواد المستخدمة في منحوتاته من الخشب والحجر إلى المواد المعدنية. وصنع أول تمثال معدني له على شكل طائر في عام 1955. وخلال الأعوام 1955-1957، أنشأ شيمي سلسلة من المنحوتات لأشكال مجردة للحيوانات والبشر. وعُرض عدد قليل من هذه المنحوتات في المعرض السابع لمجموعة نيو هورايزونز الذي افتتح عام 1957 في قاعة الاستقلال (إسرائيل). وعرض حوالي 30 منحوتة لشيمي. خولال الأعوام 1957-1956، أنتج شيمي مجموعة منحوتات باسم "العش".
وفي عام 1962 بدأ شيمي في صنع أعمال تعبيرية من الخردة المعدنية. وخلال الستينيات، قدم مجموعة منحوتاته في معارض فردية في مركز الفنون الجميلة في بروكسل عام 1964. وأقام معارض فردية إضافية في متحف تل أبيب للفنون عام 1966 وفي متحف إسرائيل عام 1967. كما قام بإنشاء منحوتتين عامتين كبيرتين.
وفي أواخر الستينيات وطوال السبعينيات، قام شيمي بتغيير أسلوبه. وبدلاً من استخدام الأشياء الجاهزة، قام بتقليص فنه إلى أشكال هندسية. وفي عام 1995 أقيم معرض لمنحوتاته القديمة في حديقة تيفن للنحت.
وفي عام 1981 حصل شيمي على جائزة ساندبرغ من متحف إسرائيل. وفي عام 1986 حصل على جائزة إسرائيل للنحت بالاشتراك مع باتيا ليشانسكي. وفي عام 1988 نشر آدم باروخ كتاب "يخيئيل شيمي: منحوتات". وأقيم له معرض فردي في متحف رمات غان للفنون.

## الجوائز
وبعد إقامة معرض في الولايات المتحدة في الستينيات، حصل متحف الفن الحديث على أعماله. وكان شيمي أول فنان إسرائيلي يشتري متحف الفن الحديث أعماله. 
وحصل شيمي على جائزة ساندبرغ عام 1981 وجائزة إسرائيل للنحت عام 1986. وفي عامي 1966 و1997، أقام متحف تل أبيب للفنون معارض لأعماله. 
في عام 1997 أقيم معرض تذكاري لأعماله في متحف تل أبيب للفنون مع كتالوج لسيرته الذاتية من تحرير مايكل سغان كوهين. وفي عام 1998، نشر الكاتب أغاسي كتاب "أوراق يخيئيل شيمي"، بناءً على سلسلة من المحادثات مع شيمي.
- 1954 جائزة ديزنغوف للرسم والنحت، بلدية تل أبيب-يافا
- 1966 جائزة نادي ميلو
- 1981 جائزة ساندبرغ للفن الإسرائيلي، متحف إسرائيل، القدس
- 1986 جائزة إسرائيل لإنجاز العمر في النحت
- 2000 جائزة مؤسسة مندل وإيفا بونديك للفنان الإسرائيلي، متحف تل أبيب للفنون، تل أبيب

## دراساته
- 1937-38 مدرسة ريالي الثانوية، حيفا
- 1959-1961 دراسات متقدمة، باريس، فرنسا
- 1941 دراسات متقدمة في النحت مع اسحق دانتسيغر، تل أبيب
- في الأربعينيات درس النحت مع حاييم غروس، نيويورك

## تدريسه للفن
- 1977-1979 معهد أورانيم للفنون، طبعون، النحت والنحت البيئي
- 1977-1978 مدرسة الفنون عين حوض، نحت
- 1977-1979 التخنيون، حيفا، محاضر في التصميم البيئي